# Hasbro
Hasbro (eng. Hasbro, Inc., NASDAQ: HAS) ime je za američku mutlinacionalnu tvrku koja proizvodi igračke i igre na pločama, i najveća je takva tvrtka u svijetu. Sjedište tvrtke je u gradu Pawtucket, Rhode Island, SAD. Većina proizvoda tvrtke Hasbro proizvode se u zemljama istočne Azije. Među poznatim proizvodima tvrtke su igračke i društvene igre G. I. Joe, Transformeri, Monopoly i Rizik.

## Povijest
Tvrtku su osnovala 6. prosinca 1923. godine braća Herman, Hillel i Henry Hassenfeld pod imenom Hassenfeld Brothers, što je 1968. skraćeno i promijenjeno u Hasbro Industries. Godine 1984. tvrtka Hasbro je kupila Milton Bradley Company, petog najznačajnijeg proizvođača igračka u SAD-u te je promijenila ime u Hasbro Bradley, da bi već sljedeće godina uzela ime Hasbro, Inc.

## Poznatiji proizvodi

### Igračke
- Action Man
- Battle Beasts
- Beyblade
- Dungeons & Dragons (izdaje ju Hasbrova podružnica Wizards of the Coast)
- Hamtaro
- Cabbage Patch Kids
- Furby
- Easy-Bake Oven
- FurReal Friends
- G.I. Joe
- Sesame Street
- Jem
- Jurassic Park
- Kre-O
- Lincoln Logs
- Lite-Brite
- Littlest Pet Shop
- M.A.S.K.
- Monopoly
- Mr. Potato Head
- My Little Pony
- NERF
- Operacija
- Ouija
- Play-Doh
- Pokémon
- Pound Puppies (TV serija)
- Pound Puppies
- Rizik
- Scrabble
- Spirograph
- Star Wars
- Talk 'n Play
- Tinker Toys
- Transformers
- Zoids

## Vanjske poveznice
- Službene stranice (engl.)
- Hasbro, Inc. - encyclopedia.com (engl.)